# Horní Kralovice
Horní Kralovice (německy Ober-Kralowitz) jsou zaniklá ves na pravém břehu Želivky v okrese Benešov, která od zavedení obecního zřízení až do svého zániku byla osadou obce Dolní Kralovice, s níž byla v 70. letech 20. století zbořena a zatopena v souvislosti s výstavbou vodní nádrže Švihov. Území zaniklé vsi pak bylo připojeno k obci Loket, respektive bylo začleněno do katastrálního území Bezděkov u Dolních Kralovic.

## Historie
Nejstarší dějiny sídla jsou společné s historií zaniklých Dolních Kralovic - předpokládá se, že až za husitských válek došlo k rozdělení původně jednoho statku na dvě nezávisle se rozvíjející sídla, Dolních Kralovic na levém břehu Želivky a Horních Kralovic na břehu opačném. Původní centrum, založené snad za knížete Vratislava II. na konci 11. století, bylo ovdovělou královnou Svatavou darováno na počátku následujícího století vyšehradské kapitule. V majetku kapituly zůstaly Horní Kralovice až do roku 1416. Snad již ve 13. století zde vzniká tvrz, jako sídlo správců kapitulního statku. Připomínán je k roku 1267 Martin z Kralovic, k roku 1408 Jarek z Kralovic a v roce 1416 jeho syn Oldřich Močihub získává Horní Kralovice do vlastní držby, což si nechává potvrdit císařem Zikmundem v roce 1436. Oldřich Močihub, usazený na místní tvrzi, se v roce 1440, v období mezivládí, zúčastnil jednání zemského sněmu o volbě panovníka a někdy po té prodal Horní Kralovice Mikuláši Trčkovi z Lípy. Trčkové je roku 1505 prodali Albrechtu Cinadrovi z Újezdce a od této doby bývá ves nazývána také jako Cinandrovy Kralovice. V roce 1544 zemřel Cinandrův mladší syn Jan a celý majetek přešel na jeho sestru Veroniku, provdanou za Lévu Zručského z Chřenovic, na kterého svůj majetek zapsala. Po smrti Lévy se Veronika provdala podruhé a tímto sňatkem přešly Kralovice do majetku Albrechta Novohradského z Kolovrat. Od něj koupil celý poplužní statek včetně Bezděkova, Libčic a Lokte v roce 1571 generální převor řádu maltézských rytířů Václav Zajíc z Hazmburka. Maltézský řád si zde zřídil komendu a v roce 1805 prodal statek Janu Göttmannovi od nějž přešel roku 1830 do držení rodu Locků, kteří velkostatek vlastnili až do roku 1945, kdy připadl státu.
Podle povinného otisku stabilního katastru z roku 1838 i z dochovaných popisů byly Horní Kralovice rozloženy podél Želivky, s Dolními Kralovicemi spojeny dřevěným mostem v roce 1878 nahrazeným za železný, od nějž vedla silnice k dominantě vsi, k zámku, postaveném na vyvýšeném místě nad řekou uprostřed ovocných sadů. Ležel jihovýchodně od centra vsi, vedle poplužního dvora. Centrum městečka bylo rozloženo kolem návsi navazující na osu mostu, uprostřed návsi stála zděná kaple. Zámek byl lokálně zvaný též horní zámek či komenda, protože jej po několik staletí vlastnil řád maltézských rytířů. Ve starých matrikách je lokalita označována též vlastním jménem Commenda či Kommenda. V rámci zámku je zmiňován též zámecký pivovar Horní Kralovice.
Velkostatek Horní Kralovice měl v roce 1894, kdy jej vlastnil Dyonis (Dionys) Locke, rozlohu celkem 483,39 hektarů, jeho součástí byl zámek s parkem, z průmyslu bylo zastoupeno pivovarnictví, lihovar a cihelna. Ležel v mírně hornaté krajině 370 metrů nad mořem a obchodovalo se zde s obilím, pivem, lihem a dřívím. Rozsah statku byl v průběhu století přibližně stejný, kromě Horních Kralovic k němu patřil Bezděkov, Loket a Libčice.

## Obyvatelstvo
Při sčítání lidu v roce 1910 bylo z 396 obyvatel 212 mužů, 388 Čechoslováků a 8 cizinců a kromě jednoho evangelíka a 23 obyvatel židovského vyznání se všichni hlásili k římskokatolické církvi. O jedenáct let později se již 41 obyvatel hlásilo k církvi československé 29 bylo bez vyznání.
|           | 1869 | 1880 | 1890 | 1900 | 1910 | 1921 | 1930 | 1950 | 1961 | 1970 |
| --------- | ---- | ---- | ---- | ---- | ---- | ---- | ---- | ---- | ---- | ---- |
| Obyvatelé | 482  | 422  | 427  | 397  | 396  | 391  | 331  | 249  | —    | 38   |
| Domy      | 49   | 51   | 52   | 52   | 52   | 51   | 54   | 58   | —    | 11   |

## Obecní správa
V roce 1850 byly Horní Kralovice katastrální obcí Bezděkova v okrese Dolní Kralovice. V letech 1869-1907 byly osadou Bezděkova v rámci obce Dolní Kralovice v okrese Ledeč, od roku 1910 byly osadou Dolních Karlovic v okrese Ledeč nad Sázavou, po roce 1955 se již jako osada neuvádějí.